# Arrenurus krameri
Arrenurus krameri är en kvalsterart som först beskrevs av Koenike 1895.  Arrenurus krameri ingår i släktet Arrenurus och familjen Arrenuridae. Inga underarter finns listade i Catalogue of Life.